# Kanaalbrug van Sart
De kanaalbrug van Sart is een kanaalbrug (aquaduct) bij de Belgische plaats Houdeng-Gœgnies, een westelijke deelgemeente van La Louvière.
De brug voert het Centrumkanaal over een vallei met de rotonde van de N55 en N535. Ook kruisen enkele kleinere wegen de brug. Het kunstwerk van voorgespannen beton is 498 meter lang en 46 meter breed en rust op twee rijen van elk 14 ronde pijlers. De ronde en gebogen delen beperken de visuele zwaarte en waren mede aanleiding voor de Fédération internationale du béton (fib) om in 2002 een Award for Outstanding Concrete Structures toe te kennen.
Vanwege mogelijke verzakkingen van de slechte bodem zijn de dertien overspanningen met 36 meter vrij kort. De waterbak is inclusief de 40 centimeter dikke bodemplaat 7,1 meter hoog en heeft een dwarsprofiel met twee schuine zijwanden die een waterhoogte van 4,2 meter toelaten. Aan weerszijden liggen kaden met bolders. De constructie weegt 65 000 ton en draagt 80 000 ton water.
De brug werd tussen 1998 en 2001 gebouwd vanwege de modernisering van het Centrumkanaal. De bouw vond plaats op de oever, waarbij de voltooide delen met hydraulische vijzels opgeschoven werden.
De brug was na de bouw gedeeld eigendom van de Belgische Federale Overheidsdienst Mobiliteit en Vervoer en de SOFICO. De bouwkosten bedroegen 29 miljoen euro.

## Nabij kunstwerk
Enkele kilometers westelijker in het Centrumkanaal ligt de scheepslift van Strépy-Thieu.

## Kaart

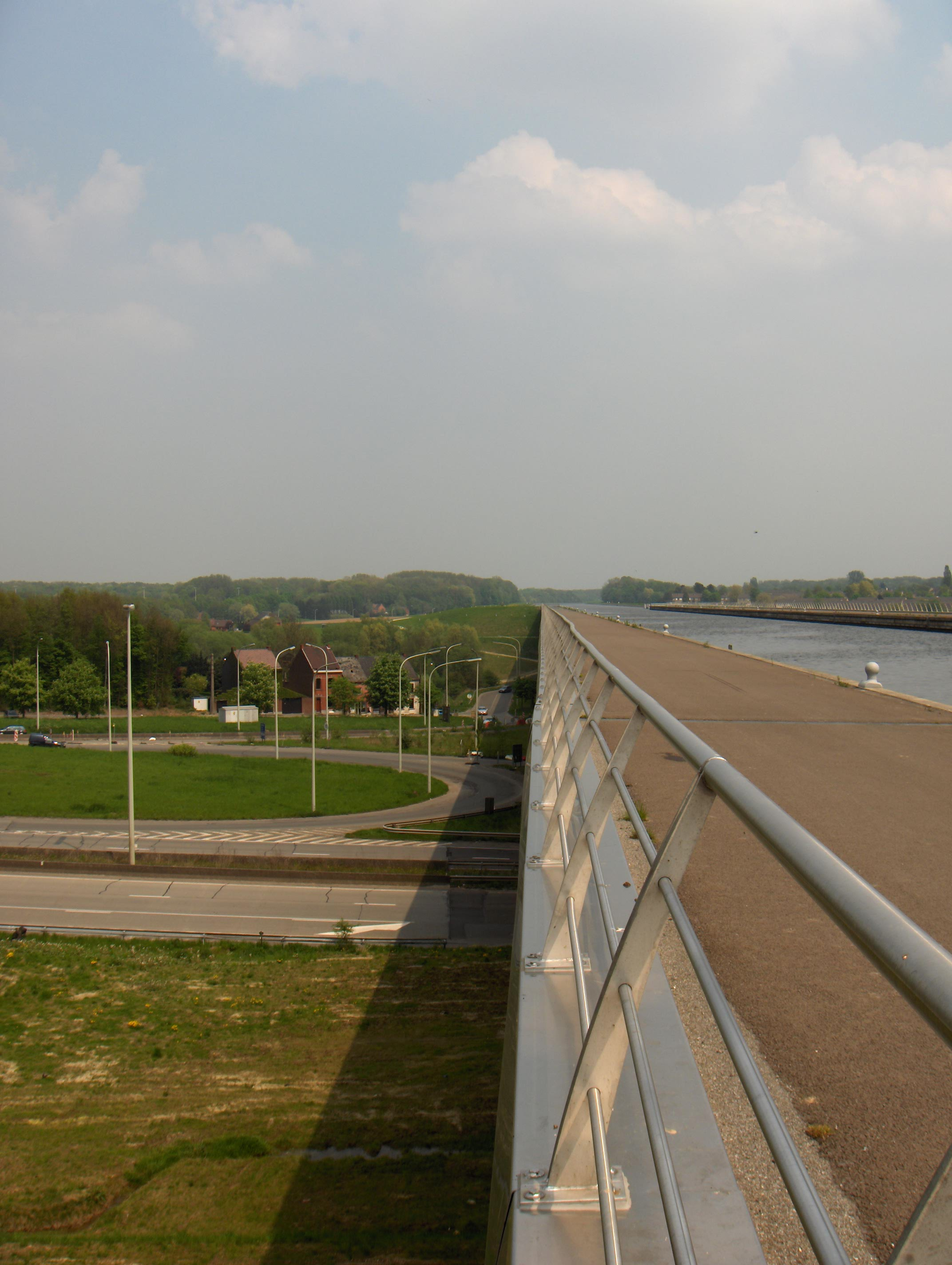
Het Centrumkanaal en het verkeersknooppunt